# Warren Miller (Schriftsteller)

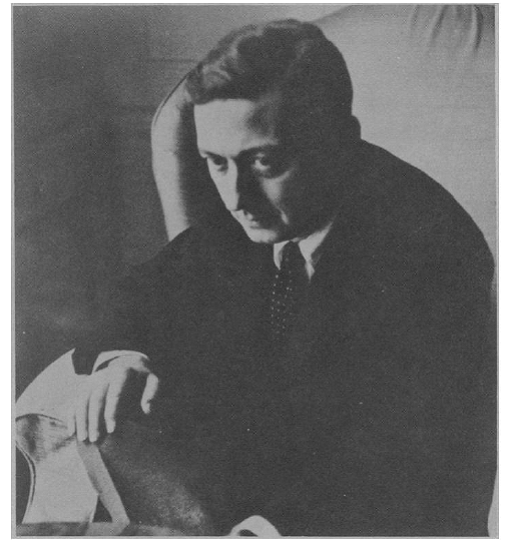
Warren Miller

Warren Miller (* 31. August 1921 in Stowe, Pennsylvania; † 20. April 1966 in New York City) war ein amerikanischer Schriftsteller.

## Leben
Miller studierte an der University of Iowa und diente im Zweiten Weltkrieg in der U. S. Army in Europa. Nach dem Krieg arbeitete er zunächst als Lehrer an seiner alten Universität und nahm dort am bekannten Iowa Writers’ Workshop teil. Ende der 1950er war er in New York als PR-Agent bei der Werbeagentur Push Pin Studios tätig und schließlich Anfang der 1960er als Literaturredakteur der Wochenzeitschrift The Nation.
Seit Mitte der 1950er Jahre veröffentlichte Miller, neben einigen Kinderbüchern und einer mit Castro sympathisierenden Reportage aus dem Kuba nach der Revolution, mehrere Romane. Der erfolgreichste war der 1959 erschienene The Cool World (Kalte Welt) über den 14-jährigen Chef einer Straßengang in Harlem. James Baldwin nannte das Buch „einen der besten Romane über Harlem, die ich je gelesen habe“. Auf der Basis von The Cool World schrieb Miller gemeinsam mit Robert Rossen ein gleichnamiges Theaterstück, das am 22. und 23. Februar 1960 am Broadway, im Eugene O’Neill Theater aufgeführt wurde. Die unter der Regie von Shirley Clarke entstandene und von Frederick Wiseman produzierte Verfilmung The Cool World (deutscher Verleihtitel: Die lässige Welt), zu der Dizzy Gillespie den Soundtrack lieferte, wurde 1963 auf den Internationalen Filmfestspielen von Venedig uraufgeführt. Der Film wurde 1994 in das National Film Registry aufgenommen.
Ebenfalls verfilmt wurden der Roman Return to Peyton Place (1961 unter der Regie von José Ferrer), an dem Miller als gutbezahlter Ghostwriter gearbeitet hatte, und The Way We Live Now (1970 unter der Regie von Barry Brown).
Miller war zweimal verheiratet, in zweiter Ehe seit 1958 mit Jimmy Miller (geb. Jane Curley), der späteren Autorin von The Big Win (1969). Er starb 1966 an Lungenkrebs.

## Werke
Romane:
- The Sleep of Reason. Secker & Warburg, London 1956
- The Way We Live Now. Little, Brown and Co., Boston/Toronto 1958.
- The Cool World. Little, Brown, Boston 1959.
  - deutsche Ausgabe: Kalte Welt. Ein Bandenchef aus Harlem berichtet. Übersetzt von Harry Rowohlt. Beltz und Gelberg, Weinheim/Basel 1979. ISBN 3-407-80613-1. Neuausgabe: Beltz und Gelberg, Weinheim/Basel 1986. ISBN 3-407-80812-7. Ausgabe als Gulliver-Taschenbuch #719: Beltz und Gelberg, Weinheim/Basel 1993. ISBN 3-407-78719-7.
- Flush Times. Little, Brown, Boston 1962.
- Looking for the General. McGraw-Hill, New York 1964.
- The Siege of Harlem. McGraw-Hill, New York 1964.

Romane unter dem Pseudonym „Amanda Vail“:
- Love Me Little. McGraw-Hill, New York 1957.
- The Bright Young Things. Little, Brown, Boston 1958.

Roman als Ghostwriter:
- Grace Metalious: Return to Peyton Place. J. Messner, New York 1959.
  - deutsche Ausgabe: Rückkehr nach Peyton Place. Übersetzt von Werner von Grünau. Kindler, München 1960

Kinderbücher:
- King Carlo of Capri. Freely adapted from Riquet with the tuft of hair by Charles Perrault. Illustriert von Edward Sorel. Harcourt, Brace, New York 1958.
- The Goings On at Little Wishful. Illustriert von Edward Sorel. Little, Brown, Boston 1959.
- Pablo Paints a Picture. Illustriert von Edward Sorel. Little, Brown, Boston 1959.

Reportage:
- 90 Miles from Home: The Face of Cuba Today. Little, Brown, Boston 1961. (Die britische Ausgabe erschien unter dem Titel The Lost Plantation.)